# André Joppé
André Joppé, né le 30 mai 1885 à Maubeuge (Nord) et mort le 7 avril 1973 à Trébeurden (Côtes-d'Armor), est un magistrat français du XXe siècle.

## Biographie
André Édouard Jean Joppé est issu d'une famille d'officiers supérieurs et généraux et est fils d'un magistrat.
Docteur en droit à la faculté de droit de Lille en 1908, avocat, il commence sa carrière de magistrat comme juge suppléant au tribunal civil de Douai en 1911, avant d'être nommé substitut à Briey en 1914.
Il prend part à la Première Guerre mondiale en tant que lieutenant puis capitaine d'infanterie, au 33e régiment d'infanterie puis au 233e régiment d'infanterie. Il combat notamment à Verdun où il est porté disparu le 23 février 1916 ; il est finalement fait prisonnier en Allemagne. Blessé plusieurs fois, cité à plusieurs reprises, son comportement au feu durant les deux premières années du conflit lui vaut la croix de chevalier de la Légion d'honneur en 1918.
Nommé substitut du procureur de la République à Saint-Quentin en 1918, il est ensuite muté à Strasbourg en 1921 dans la même fonction.
En parallèle de ses responsabilités, il est vice-président de la commission de naturalisation à Strasbourg de 1921 à 1926 et représentant du gouvernement au tribunal supérieur des dommages de guerre de 1922 à 1926.
Promu procureur de la République près le tribunal de première instance de Saint-Quentin en 1926, il devient substitut à la Seine en 1930.
En 1937 il est nommé substitut du procureur général près la cour d'appel de Paris,.
Bien que réformé à 85% à la suite des blessures reçues durant la Grande guerre, à sa demande il prend part aux combats de 1940 comme chef de bataillon (réserve) au 22e régiment de tirailleurs algériens. A nouveau blessé, puis fait prisonnier, il est rapatrié, réformé à 90% puis démobilisé le 24 mars 1941.
André Joppé exerce ensuite la fonction de procureur général près la cour d'appel de Tunis (poste créé) de juin 1941 à octobre 1943, date à laquelle il est suspendu de ses fonctions. Il est ensuite mis d'office à la retraite en janvier 1944,. Cette révocation émane de la Commission d'épuration auprès du Comité français de libération nationale,,,,,,,,. Lui sont reprochées les conditions dans lesquelles il a requis « l'application de la législation du gouvernement de Vichy, et spécialement, des lois d'exception édictées par ce gouvernement ».
Son confrère Henri Wallet, procureur général près la cour d'appel d'Alger, fait l'objet d'une révocation similaire,,,,,,,.
Quelques années plus tard, il est réintégré et devient procureur général près la cour d'appel d'Angers de janvier 1949 à mai 1955,.
Il prend sa retraite après ce dernier poste, atteint par la limite d'âge, et est promu commandeur de la Légion d'honneur.
Il vient vivre à Trébeurden où il a acquis une villa peu avant 1939. Il donne le nom de son fils, Philippe Joppé, au centre nautique de la plage de Tresmeur vers 1960.
André Joppé décède le 7 avril 1973 à Trébeurden.

## Vie privée
Il se marie avec Madeleine Collet (1890-1975) le 5 février 1912 à Hautmont (Nord), dont il divorce le 14 février 1913.
Il se remarie avec Paule Doublet (1905-1995) en 1927 à Homblières (Aisne). De cette 2e union est issu un fils.

## Distinctions
- Commandeur de la Légion d'honneur à titre civil (décret du 5 mai 1955) ; officier à titre militaire du 24 décembre 1938, chevalier à titre militaire du 16 août 1918[1]
- Croix de guerre 1914–1918 (3 citations)[1]
- Croix de guerre 1939–1945[1]
- Insigne des blessés militaires (4 blessures, "grand mutilé de guerre - grand invalide")[1]
- Officier d'académie (JO du 4 avril 1926)[1]
- Chevalier de l'ordre du Mérite agricole[1]
- Croix du combattant[1]
- Médaille commémorative de la guerre 1914–1918
- Médaille interalliée de la Victoire[1]
- Médaille d'argent des assurances sociales (JO du 28 janvier 1928)[1]
- Médaille d'argent de la Prévoyance sociale (1929)[1]
- Grand-croix de l'ordre du Nichan Iftikhar[1]
- Croix des services militaires volontaires[1]